# Chodovlice
Chodovlice település Csehországban, a Litoměřicei járásban. Chodovlice Klapý, Úpohlavy, Třebenice, Dlažkovice, Lkáň és Sedlec településekkel határos. Lakosainak száma 159 fő (2024. január 1.).

## Népesség
A település lakosságának változását az alábbi diagram mutatja:
| Lakosok száma | 274  | 329  | 355  | 262  | 189  | 134  | 159  | 158  | 149  | 159  |
|               | 1869 | 1890 | 1921 | 1950 | 1980 | 2001 | 2017 | 2019 | 2022 | 2024 |